# Поздняя ночь с Дэвидом Леттерманом

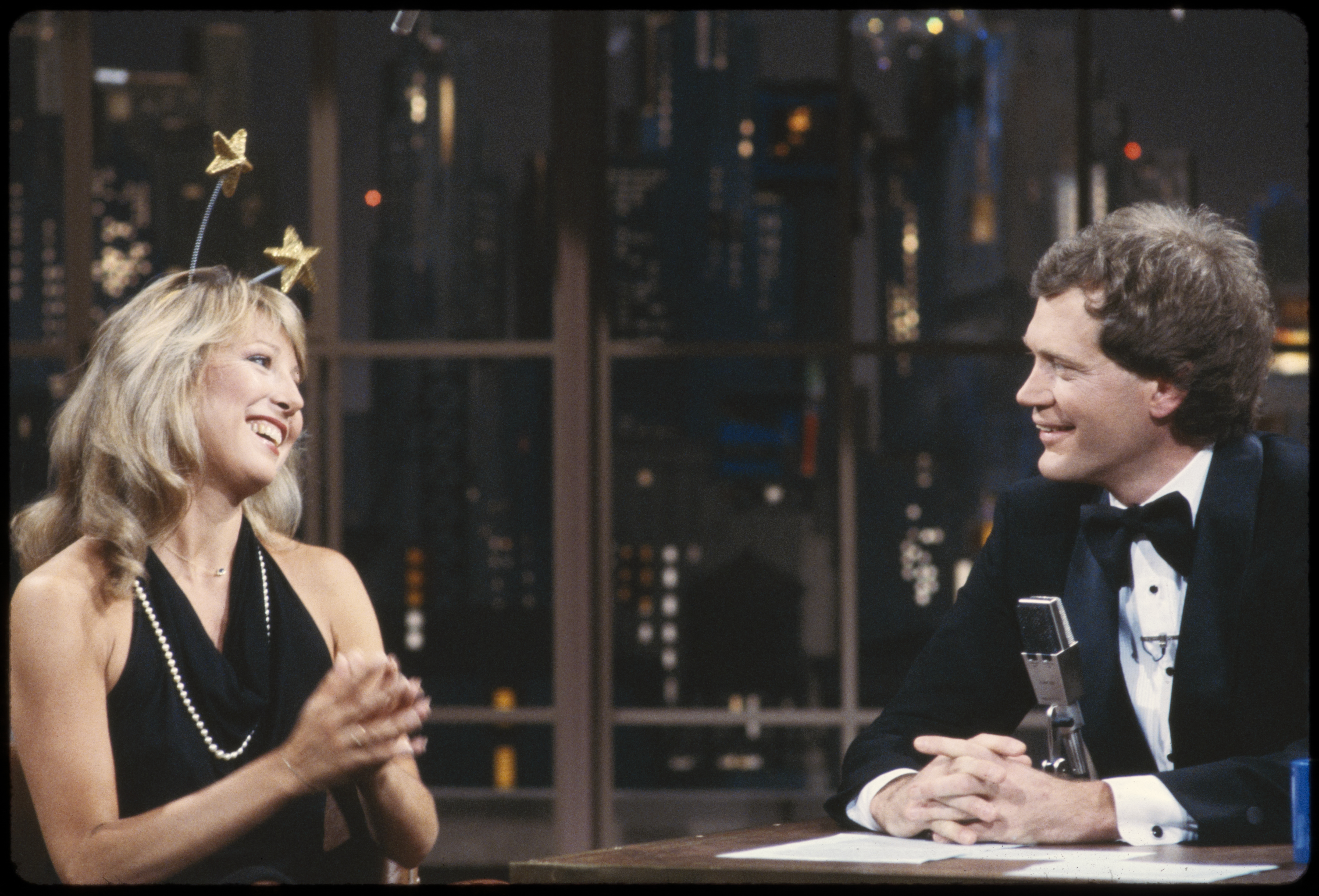
Леттерман берёт интервью у Тери Гарр, 1982

«Поздняя ночь с Дэвидом Леттерманом» — ночное ток-шоу на канале NBC, которое вел Дэвид Леттерман. Было первой интерацией из франшизы «Поздней ночью». Шоу впервые было показано 1 февраля 1982 года, а последний эпизод — 25 июня 1993 года. Программа демонстрировалась четыре раза в неделю с 00:30 до 01:30, с понедельника по четверг; по пятницам с 1987 года. Как и в типичном американском ток-шоу, в «Поздней ночи» было по крайней мере два, а иногда даже три гостя, часто в сопровождении музыкального гостя или комика. В 1993 году Леттерман перешел на CBS, чтобы вести собственное шоу «Позднее шоу с Дэвидом Леттерманом». За всё время существования шоу было выпущено 1 819 эпизодов. После Леттермана ведущим «Поздней ночи» стал Конан О’Брайен, с 2009 года — Джимми Феллон.

## История

### Леттерман переходит на CBS
Леттерман, который надеялся получить должность ведущего The Tonight Show после ухода Джонни Карсона на пенсию, перешел на CBS в 1993 году, когда эту должность получил Джей Лено. Это было сделано вопреки желанию Карсона, который всегда считал Леттермана своим законным преемником, по словам старшего вице-президента CBS Питера Лассалли, бывшего продюсером обоих мужчин. Леттерман объявил о переходе 14 января 1993 года. 25 апреля 1993 года Лорн Майклс выбрал Конана О’Брайена, который в то время был сценаристом «Симпсонов», чтобы занять место Леттермана. О’Брайен начал вести новое шоу в старом временном интервале Леттермана, взяв на себя «Позднюю ночь» 13 сентября 1993 года.